# معتمدية طبلبة
معتمدية طبلبة إحدى معتمديات الجمهورية التونسية، تابعة لولاية المنستير.